# Fjomet
Der Fjomet (norwegisch für Geräucherter Speck) ist ein vereinzelter Nunatak im ostantarktischen Königin-Maud-Land. In der Kirwanveggen ragt er 13 km ostsüdöstlich des Hallgrenskarvet auf.
Norwegische Kartografen, die den Nunatak auch deskriptiv benannten, kartierten ihn anhand von Luftaufnahmen und Vermessungen der Norwegisch-Britisch-Schwedischen Antarktisexpedition (1949–1952) und Luftaufnahmen der Dritten Norwegischen Antarktisexpedition (1956–1960).